# Lietuvos Ledo Ritulio Federacija
Lietuvos ledo ritulio federacija kontrollerar den organiserade ishockeyn i Litauen. Litauen inträdde den 19 februari 1938 i IIHF. Medlemskapet avbröts genom Sovjets intpg 1940. Litauen återinträdde i IIHF den 6 maj 1992, tillsammans med Estland och Lettland. 

### Fotnoter
1. ↑  ”Lithuania”. International Ice Hockey Federation. http://www.iihf.com/iihf-home/countries/lithuania.html. Läst 9 april 2012.
2. ↑  Szemberg, Szymon; Podnieks, Andrew (2008). ”Story #42;Breakup of old Europe creates a new hockey world”. International Ice Hockey Federation. http://www.iihf.com/iihf-home/the-iihf/100-year-anniversary/100-top-stories/story-42.html. Läst 9 juni 2009.